# Mont Collon
Mont Collon är ett berg i Schweiz.   Det ligger i distriktet Hérens och kantonen Valais, i den södra delen av landet, 110 km söder om huvudstaden Bern. Toppen på Mont Collon är 3 637 meter över havet, eller 215 meter över den omgivande terrängen. Bredden vid basen är 0,76 km.
Terrängen runt Mont Collon är huvudsakligen bergig. Runt Mont Collon är det mycket glesbefolkat, med 2 invånare per kvadratkilometer.. Närmaste större samhälle är Zermatt, 19,3 km öster om Mont Collon. 
Trakten runt Mont Collon består i huvudsak av gräsmarker.